# Copa Grand Champions masculina
La Copa Grand Champions masculina és un torneig de voleibol en categoria masculina que es disputa cada quatre anys, l'any següent dels Jocs Olímpics, entre les seleccions més fortes a nivell mundial.
La copa va ser creada el 1993 després dels canvis produïts en els grans torneigs internacionals organitzats per la FIVB arran de la creació de la Lliga Mundial i el Grand Prix. L'objectiu de la competició fou no deixar cap any sense una competició mundial de la FIVB. Aquest és l'únic torneig que no dona punts pel rànquing mundial del màxim organisme rector.

## Sistema de competició
La Copa Grand Champions sempre ha mantingut la mateixa fórmula des de la primera edició:
- La competició es disputa al Japó.
- Hi prenen part sis equips, cinc classificats i un per invitació.
- El Japó sempre es prequalifica com a nació seu.
- Quatre equips es classifiquen com a campions continentals dels continents que han obtingut millor classificació als Jocs Olímpics anteriors.
- La selecció restant es classifica per una wild card donada per la FIVB.
- La competició es desenvolupa en format round robin (tots contra tots).
- La classificació final es calcula pel sistema habitual del voleibol, nombre de victòries, quocient de punts, quocient de sets i enfrontaments directes.

## Historial
| Any  | Seu    | Or     | Argent        | Bronze              |
| ---- | ------ | ------ | ------------- | ------------------- |
| 1993 | Tòquio | Itàlia | Brasil        | Cuba                |
| 1997 | Tòquio | Brasil | Països Baixos | Cuba                |
| 2001 | Japó   | Cuba   | Brasil        | Sèrbia i Montenegro |
| 2005 | Japó   | Brasil | Estats Units  | Itàlia              |
| 2009 | Japó   | Brasil | Cuba          | Japó                |
| 2013 | Japó   | Brasil | Rússia        | Itàlia              |
| 2017 | Japó   | Brasil | Itàlia        | Iran                |